# Reggie Upshaw
Reginald Eugene Upshaw Jr. (Chattanooga, 7 april 1995) is een Amerikaans voormalig basketballer.

## Carrière
Upshaw speelde collegebasketbal voor de Middle Tennessee Blue Raiders van 2013 tot 2017. Hij werd niet gekozen in de NBA draft van 2017 en speelde in de NBA Summer League voor de Milwaukee Bucks. Hij speelde het seizoen 2017/18 bij de Duitse eersteklasser Tigers Tübingen. In de zomer van 2018 speelde hij voor de Los Angeles Clippers in de NBA Summer League. Daarna ging hij spelen voor BC Andorra in de Spaanse eerste klasse. Voor het seizoen 2019/20 tekende hij een contract bij Italiaanse eersteklasser Pallacanestro Reggiana maar hij speelde het seizoen uit in Israël bij Maccabi Haifa BC.
Het volgende seizoen bleef hij in Israël en tekende bij Hapoel Tel Aviv BC. Voor het seizoen 2021/22 tekende hij bij BK Boedivelnyk Kiev maar verliet de ploeg in januari waarna hij het seizoen uitspeelde bij het Duitse Mitteldeutscher BC. In de zomer van 2022 speelde hij bij de Wellington Saints in Nieuw-Zeeland waar hij Walker Miller verving. In augustus tekende hij bij de Antwerp Giants voor het seizoen 2022/23. Hij won met de Giants de beker van België.
Hij werd in de zomer van 2023 aangenomen als Coordinator of Player Development bij de Middle Tennessee Blue Raiders.

## Erelijst
- Belgisch bekerwinnaar: 2023